# Пољопривреда Грузије
Клима и земљиште у Грузији су учиниле пољопривреду једним од својих најпродуктивнијих економских сектора. У совјетском периоду, мочварна подручја на западу била су исушена и сушне области на истоку су спашене сложеним системом за наводњавање, што је омогућило грузијској пољопривреди да се прошири производња десетоструко између 1918. и 1980. године. Међутим, производња је у совјетском периоду била отежана погрешном расподелом пољопривредног земљишта, као и култивисање земљишта за узгој чаја и прекомерна експлоатација. Нагласак Грузије на културама као што су чај и грожђе, задржао је радну снагу у руралним подручјима на незадовољавајућем нивоу продуктивности. Око 25 одсто грузијске радне снаге било је ангажовано у пољопривреди 1990. године; 37% је било тако ангажовано 1970. У пролеће 1993. сетва пролећних култура смањена је за трећину на државном земљишту и знатном количином на приватном земљишту због недостатка горива и опреме. У првој половини 1993. укупна пољопривредна производња била је 35% мања него у истом периоду 1992. године.
Од 2011. године под усевима је било 281.000 хектара земљишта, што представља 35,0% обрадиве земље; Уписано је 1.823.000 грла стоке а пољопривредни бизнис представљао је 9,3% националног БДП-а. Прелиминарни подаци за 2012. годину показују да је допринос пољопривредног сектора 8,4% БДП-а  .

## Усеви
Године 1993. око 85% обрадиве земље, изузимајући воћњаке, винограде и плантаже чаја, било је под житарицама. Унутар те категорије, кукуруз је био на 40% обрадиве земље, а зимска пшеница на 37%. Други најважнији пољопривредни производ је вино. Грузија има једну од најстаријих и најбољих винарских традиција на свету; археолошки налази указују да се вино производило у Грузији већ од 300. године пре Христа. Око 40 највећих винарија радило је 1990. године а произведено је око 500 врста локалних вина. Средиште индустрије вина је Кахетија у источној Грузији. Грузија је позната и по високом квалитету минералних вода, на пример Борјоми.
Други важни усеви су чај, агруми и плодови, који чине 18,3%, 7,7% и 8,4% пољопривредне производње Грузије. Узгој чаја и агрума ограничен је на западно приобално подручје. Чај чини 36% производње велике прехрамбене индустрије иако је квалитет грузијског чаја осетно падао под совјетском управом 1970-их и 1980-тих. Сточарство, углавном држање говеда, свиња и оваца, чини око 25% пољопривредне производње Грузије, иако висока густина и ниска механизација ометају ефикасност. 
До 1992. године друге совјетске републике купиле су 95 посто прерађеног чаја у Грузији, 62 посто вина и 70 посто конзервиране робе. Заузврат, Грузија је зависила од Русије за увоз 75% жита. Једна трећина грузијског меса и 60 процената млечних производа испоручена је изван републике. Неуспех у прилагођавању ових односа допринео је грузијској кризи у храни почетком деведесетих. 

## Земљишта
Током совјетске ере, пољопривреда је била под апсолутним државним власништвом над свим пољопривредним земљиштем и концентрацијом производње у великим колективним фармама, које су у просеку износиле 428 хектара. Када је Грузија постала независна након распада Совјетског Савеза крајем 1991. године, цела је земља била у потпуном нереду суочена с грађанским ратом. Грузијска пољопривреда се распала а земљиште коју су држале велике колективне фарме брзо је дистрибуирана сеоским домаћинствима у покушају да се избегне глад. Овај очајнички циљ је постигнут како се грузијска пољопривреда брзо опоравила 1993-1995. Опоравак је повећао обим пољопривредне производње у последњих неколико година за 25% -30% изнад најнижег нивоа из 1993. године, али је почетни колапс био толико драматичан да је пољопривредна производња у 2006. још увек била 40% нижа од оне из 1990. 
У време совјетске владавине, Грузија је имала снажан приватни пољопривредни сектор, који је имао усеве и стоку на малим парцелама које су намењене сеоским становницима и становницима градова. У 1990. години, према званичним статистикама, приватни сектор је допринио 46% бруто пољопривредне производње, а приватна продуктивност је у просеку била двоструко већа од државних земљишта.
Као што је био случај са приватизацијом предузећа, председник Зиад Гамсахурдија је померио систематску земљишну реформу јер се бојао да ће локалне мафије доминирати процесом прерасподеле. Међутим, у року од неколико седмица од његовог свргавања почетком 1992. године, нова влада је донела резолуцију о земљишној реформи којом се одобравала додела земљишта од пола хектара појединцима, уз услов да се земљиште обради. У сваком селу успостављене су комисије за пописивање земљишних парцела и идентификацију оних које треба приватизовати. Ограничења су постављена на оно што би нови "власници" могли да ураде са својом земљом, а потенцијални приватни пољопривредници су се суочили са озбиљним проблемима у добијању семена, ђубрива и опреме. До краја 1993. године, више од половине обрадиве земље било је у приватним рукама. Мање парцеле су добијали бесплатно грађани из градова да би ублажили недостатак хране те године. 
Грузија је у потпуности осамосталила своју пољопривреду још 1992-1993. Појединачни сектор у Грузији тренутно производи скоро 100% пољопривредне производње, у односу на 40% пре 1990. године. Премештање производње у појединачни сектор је био одраз драматичног повећања земљишних поседа руралних домаћинстава. Пре 1990, само 7% пољопривредног земљишта било је индивидуално. Деценију касније, 2000. године, 37% пољопривредног земљишта (или више од 70% обрадивог земљишта) користе самостални пољопривредници. 
Универзалност расподеле земљишта руралним породицама произвела је мала имања. Тако је просечна величина индивидуалне фарме у Грузији 0.96 хектара, а само 5% фарми је веће од 2 хектара.
Производња самосталних имања (око 2000. године)
| Величина имања    | Проценти самосталних имања |
| ----------------- | -------------------------- |
| До 0.5 хектара    | 22.1                       |
| 0.5-1 хектара     | 29.7                       |
| 1-2 хектара       | 43.6                       |
| Више од 2 хектара | 4.6                        |

## Инострани пољопривредници
Сандра Роелофс, супруга бившег председника Грузије Михаила Сакашвилија, рођена у Холандији, промовисала је програм који охрабрује афричке пољопривреднике из Јужне Африке да мигрирају у Грузију. Земља активно регрутује земљораднике из Африке како би помогла оживљавању земљорадничке пољопривреде. У 20 година од распада Совјетског Савеза, половина пољопривредног земљишта Грузије није имала усеве. 
Недавно су индијски фармери (углавном из Панџаб) показали интересовање и улагали у пољопривреду Грузије. Пенџабски фармери су познати по свом вредном раду а Панџаб се назива кошарица хране Индије. Нажалост, већина њих се вратила у Индију, јер су се суочили са бројним проблемима у маркетингу жетве и више пута одбијали жалбе на дозволу боравка  . 

## Закони
У 2017. и 2018. Грузија је забранила продају пољопривредног земљишта странцима по грузијском уставу. Новим уставом се каже да је пољопривредно земљиште  ресурс од изузетног значаја  и може бити у власништву само 'државе, самоуправног ентитета, грађанина Грузије, или удружења грузијских грађана. 